# Ribeira das Casas
A Ribeira das Casas é um curso de água português localizado no concelho de Santa Cruz das Flores, ilha das Flores, arquipélago dos Açores.
A Ribeira das Casas tem origem a uma cota de altitude de cerca de 800 metros numa zona de elevada pluviosidade, nos contrafortes no Pico da Burrinha.
A sua bacia hidrográfica, procede à drenagem de parte da encosta do Pico da Burrinha e de parte da encosta do Morro Alto. Alberga um Habitat rico que alberga um dos principais biótopos de Truta dos Açores.
O seu curso de água desagua no Oceano Atlântico junto à Ponta do Baixio, quase em frente ao Porto novo da Fajã Grande, do cimo de uma falésia com cerca de 500 metros de altura.